# Кардіоплегія
Кардіоплегі́я (англ. cardioplegia; від  грец. καρδία — серце, грец. plēgē — удар, враження) — штучна зупинка серця, що застосовується в кардіохірургії при операціях на відкритому серці. Вона здійснюється шляхом використання спеціальних кардіоплегічних розчинів (які пропускають через систему коронарних судин, що кровопостачають серце), та має на меті зупинку діяльності міокарду, зниження його енергетичної потреби, в тому числі й у кисню, тим самим підвищуючи резистентність серця до ішемії. На сьогодні, досить тривалі за часом кардіохірургічні операції стали широко доступними завдяки використанню кардіоплегії, яка захищає міокард в умовах штучного кровообігу. 
Існує кілька видів кардіоплегії:
- Ішемічна Кардіоплегія — проводиться припинення  коронарного кровотоку. Поправка - кардіоплегії в істинному значенні слова не є - серце абсолютно не захищене від шкідливої дії ішемії - основного фактора приводить до плачевних наслідків.
- Хімічна Кардіоплегія — проводиться шляхом введення в вінцеві  артерії серця фармакологічних  препаратів (цитрата калію, хлориду калію, ацетилхоліна та ін.) за допомогою кардіоплегічних канюль.
- Холодова ішемічна Кардіоплегія — проводиться шляхом зрошення серця охолодженим фізіологічним розчином, зменшуючи тим самим ушкодження ефекту гіпоксії

На даний момент істинної кардіоплегії є тільки холод. Гіпотермія забезпечує значний приріст періоду ішемії міокарда без значних наслідків. Інший варіант - в разі тривалої зупинки серця - можливе проведення кардіоплегії немодифікованої крові. Недолік - при низьких температурах - погіршення мікроциркуляції. Однак, дана методика дозволяє проводити перфузію міокарда до 180 хвилин без виражених некробіотичні змін в міокарді.

## Історія
| 1955 | Американські кардіохірурги Денніс Мелроуз (Dennis Melrose) та Генрі Бенталл (Henry Bentall) вперше випробували кардіоплегічний розчин на основі цитрату калію для зупинки серця у собаки, шляхом введення його в корінь аорти. |
| 1956 | Американський кардіохірург Кларенс Уолтон Ліллехай (Clarence Walton Lillehei) описав техніку гіпотермічної кристалоїдної кардіоплегії з канюляцією коронарних артерій серця.                                                   |
| 1964 | Німецький дослідник Бретшнайдер (Bretschneider) розробив кардіоплегічний розчин з малою кількістю натрію, прокаїном та відсутністю кальцію для тимчасової зупинки серця.                                                       |
| 1991 | У Канаді Т. Ліхтенштейн (Т. Lichtenstein) та С. Салерно (S. Salerno) звітували про успішні клінічні дослідження першого застосування гарячої кров'яної кардіоплегії у 113 кардіохірургічних пацієнтів.,                        |